# Ernst Trost

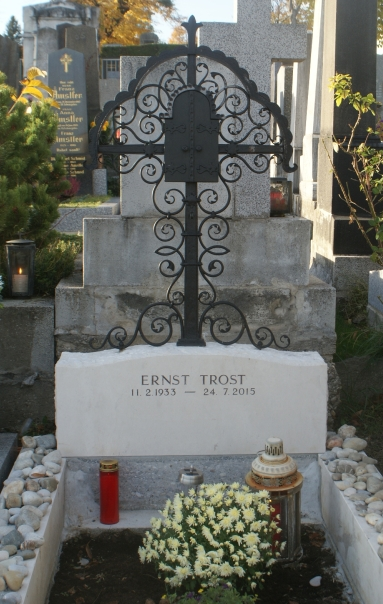
Grabstätte von Ernst Trost

Ernst Trost (* 11. Februar 1933 in Knittelfeld; † 24. Juli 2015 in St. Pölten) war ein österreichischer Journalist und Buchautor, der vor allem durch seine tägliche Kolumne  „Was dahinter steckt“ bekannt wurde, die seit der Gründung des Blattes im Jahr 1959 in der Kronen Zeitung erschien.

## Leben
Nach der Matura studierte Trost mehrere Semester Rechtswissenschaften an der Universität Graz, schloss das Studium jedoch nicht ab. Seine journalistische Karriere begann er 1954 bei der Kleinen Zeitung in Graz, deren Chefredakteur damals Hans Dichand war. Von 1955 bis 1958 war Trost Redakteur des Neuen Kurier, ebenfalls unter Dichands Leitung. Als Dichand 1959 gemeinsam mit Kurt Falk die Kronen-Zeitung wiedergründete, war Trost einer der ersten Redakteure der neuen Zeitung und bis zuletzt dort tätig. Trost schrieb vor allem Berichte zu außenpolitischen Themen sowie seine Kolumne. Nach der Übernahme der Zeitung Express durch Dichand und Falk im Jahr 1970 war Trost bis zur Einstellung des Blattes im April 1971 dessen Chefredakteur.
Er veröffentlichte bis zu seinem Tod insgesamt 16 Bücher zur österreichischen und mitteleuropäischen Geschichte, die zum Teil große Publikumserfolge wurden. Daneben war er auch als Dokumentarfilmer tätig und war an über 100 Dokumentationen beteiligt. 1971 erhielt Trost den Dr.-Karl-Renner-Publizistikpreis, 2011 den Leopold-Kunschak-Pressepreis.
Trost war einer der engsten Weggefährten Dichands und verfasste auch den Nachruf, der in der Krone veröffentlicht wurde.
Seine Grabstätte befindet sich auf dem Sieveringer Friedhof (Abt. 1, R. 1, Nr. 11) in Wien.

## Werke
- Das blieb vom Doppeladler, 1966
- David und Goliath, 1967 (über den Sechstagekrieg)
- Aufstand in der Kirche, 1969
- Figl von Österreich, 1972 (über Leopold Figl)
- Die Donau. Lebenslauf eines Stromes, 1976
- Der Papst aus einem fernen Land, 1979 (über Papst Johannes Paul II.)
- Prinz Eugen, 1985
- Das blieb vom Heiligen Römischen Reich Deutscher Nation, 1987
- Das tausendjährige Österreich, 1994
- Josef Krainer II. Der letzte Landesfürst, 1996